# Shame (banda)
Shame é uma banda de rock alternativo britânica, formada no sul de Londres. Seu álbum de estreia, Songs of Praise, foi lançado em janeiro de 2018. O grupo é composto por Charlie Steen (vocais), Josh Finerty (baixo e backing vocals), Eddie Green (guitarra), Sean Coyle-Smith (guitarra) e Charlie Forbes (bateria). O grupo recebeu elogios da crítica especializada como a NME, Paste e Clash.

## História
Os integrantes da banda se conheceram quando estudavam na mesma escola em Londres; Steen e Coyle-Smith são amigos de infância. Após as aulas, eles costumavam se encontrar no pub Queen's Head, em Brixton, na região sul da cidade, para praticar e gravar fitas demo.
Shame lançou seu álbum de estreia Songs of Praise em 12 de janeiro de 2018 pela Dead Oceans e foi aclamado pela crítica. A gravação recebeu uma pontuação agregada de 83/100 com base em 16 avaliações. O álbum alcançou o número 32 no UK Albums Chart e permaneceu na lista por duas semanas. A banda esteve no Brasil em outubro de 2019 como uma das atrações da décima edição do Balaclava Fest, tendo se apresentado em São Paulo e Porto Alegre.
No final de janeiro de 2020, a NME informou que Shame estava trabalhando em seu segundo álbum de estúdio e que a gravação havia sido concluída. Considerado por muitos como um álbum pós-punk, Songs of Praise contém ritmos enérgicos e letras catárticas que expressam a fúria, indignação e descontentamento típicos de sua geração. Em entrevista à revista Vice, o vocalista e líder Steen afirmou: "Você não pode evitar a política. Como pessoa, você vai ter suas próprias [opiniões] políticas. A questão é se você as compartilha ou não".
Em 18 de novembro de 2020, a banda confirmou que seu segundo álbum de estúdio, intitulado Drunk Tank Pink, seria lançado em 15 de janeiro de 2021, pouco mais de três anos após seu álbum de estreia. Em dezembro de 2020, Shame lançou o single "Snow Day" acompanhado de um visualizador com contagem regressiva para o lançamento seu próximo álbum 'Drunk Tank Pink'.

## Discografia

### Álbuns de estúdio
- Songs of Praise  (12 de janeiro de 2018) (Dead Oceans)
- Drunk Tank Pink (15 de janeiro de 2021) (Dead Oceans)

### Álbuns ao vivo
- Live at Génériq Festival 17-2-17, Dijon (22 de abril de 2018) (Dijon)
- Live Sermons (12 de janeiro de 2018) (Dead Oceans)

### EPs
- Gone Fisting (23 de novembro de 2014) (selo próprio)

## Membros
- Charlie Steen – vocais
- Sean Coyle-Smith – guitarra
- Eddie Green – guitarra
- Josh Finerty – baixo
- Charlie Forbes – bateria